# Internationale Filmfestspiele Berlin 1983
Die Internationalen Filmfestspiele Berlin 1983 fanden vom 18. Februar bis 1. März 1983 statt.
Zu Beginn des Festivals wurde dem im Jahr zuvor verstorbenen Rainer Werner Fassbinder gedacht. Sein Filmkomponist Peer Raben brachte eine Suite mit der Musik zu den Filmen des Regisseurs zur Aufführung. Jeanne Moreau, die gleichzeitig Jury-Präsidentin war, sang ihr Lied aus dem Film Querelle. Der Eröffnungsfilm dieses Festivals war die Komödie Tootsie von Sydney Pollack mit Dustin Hoffman in der Titelrolle. Der Film wurde außer Konkurrenz gezeigt.

## Wettbewerb
Folgende Filme wurden in diesem Jahr im Wettbewerb gezeigt:
| Filmtitel                   | Regisseur                      | Produktionsland                   | Darsteller (Auswahl)                                                 |
| Aasgeier                    | Ferenc András                  | Ungarn                            |                                                                      |
| Auf eigenen Wunsch verliebt | Sergei Mikaeljan               | Sowjetunion                       | Jewgenia Gluschenko                                                  |
| Der Auftrag                 | Parviz Sayyad                  | USA, Deutschland                  |                                                                      |
| Der Bienenkorb              | Mario Camus                    | Spanien                           | Victoria Abril, Ana Belén                                            |
| Cap Canaille                | Juliet Berto, Jean-Henri Roger | Frankreich, Belgien               | Juliet Berto, Richard Bohringer, Jean-Claude Brialy                  |
| Champions                   | Jason Anthony Miller           | USA                               | Bruce Dern, Stacy Keach, Robert Mitchum, Martin Sheen, Paul Sorvino  |
| Der Einzelgänger            | Eiichi Kudo                    | Japan                             | Ken Ogata                                                            |
| Fremde Freunde              | Xu Lei                         | VR China                          |                                                                      |
| Das Gespenst                | Herbert Achternbusch           | Deutschland                       | Josef Bierbichler                                                    |
| Heller Wahn                 | Margarethe von Trotta          | Deutschland, Frankreich           | Hanna Schygulla, Angela Winkler, Peter Striebeck                     |
| Im Schatten der Erinnerung  | Edward Bennett                 | Großbritannien                    | Julie Covington                                                      |
| In der weißen Stadt         | Alain Tanner                   | Schweiz, Portugal, Großbritannien | Bruno Ganz                                                           |
| Kein schöner Land           | Morten Arnfred                 | Dänemark                          |                                                                      |
| Koyaanisqatsi               | Godfrey Reggio                 | USA                               | Dokumentarfilm                                                       |
| Pauline am Strand           | Éric Rohmer                    | Frankreich                        | Amanda Langlet                                                       |
| Dies rigorose Leben         | Vadim Glowna                   | Deutschland                       | Ángela Molina, Jerzy Radziwiłowicz, Vera Tschechowa, Viveca Lindfors |
| Eine Saison in Hakkari      | Erden Kıral                    | Türkei, Deutschland               |                                                                      |
| Die schöne Gefangene        | Alain Robbe-Grillet            | Frankreich                        | Daniel Mesguich, Gabrielle Lazure, Cyrielle Clair                    |
| Der Stille Ozean            | Xaver Schwarzenberger          | Österreich, Deutschland           | Hanno Pöschl, Marie-France Pisier                                    |
| Die Straße der Spiegel      | Giovanna Gagliardo             | Italien                           | Nicole Garcia, Milva, Heinz Bennent                                  |
| Unvollständige Finsternis   | Jaromil Jireš                  | Tschechoslowakei                  |                                                                      |
| Utopia                      | Sohrab Shahid Saless           | Deutschland                       | Manfred Zapatka                                                      |
| Vorwärts Brasilien          | Roberto Farias                 | Brasilien                         |                                                                      |
| Worte kommen meist zu spät  | Daniel Schmid                  | Frankreich, Schweiz               | Bernard Giraudeau, Lauren Hutton                                     |
| Wunder                      | Ishmael Bernal                 | Philippinen                       |                                                                      |

## Internationale Jury
Jury-Präsidentin war die französische Schauspielerin Jeanne Moreau. Sie stand folgender Jury vor: Alex Bänninger (Schweiz), Franco Brusati (Italien), Elem Germanowitsch Klimow (UdSSR), Ursula Ludwig (Deutschland), Kurt Maetzig (DDR), Joseph L. Mankiewicz (USA), Franz Seitz (Deutschland) und Huang Zongjiang (China).

## Preisträger
- Goldener Bär: Im Schatten der Erinnerung und Der Bienenkorb
- Silberne Bären:
  - Eine Saison in Hakkari (Spezialpreis der Jury)
  - Éric Rohmer (Beste Regie)
  - Jewgenia Gluschenko in Auf eigenen Wunsch verliebt (Beste Darstellerin)
  - Bruce Dern in Champions (Bester Darsteller)
  - Xaver Schwarzenberger, Regie und Kamera (Herausragende Einzelleistung)

## Weitere Preise
- FIPRESCI-Preis (Wettbewerb): Eine Saison in Hakkari von Erden Kıral und Pauline am Strand von Éric Rohmer
- FIPRESCI-Preis (Forum): Asche und Glut von Haile Gerima und Busch singt – Sechs Filme über die erste Hälfte des 20. Jahrhunderts – Regie: Peter Voigt, Erwin Burkert, Konrad Wolf
- Interfilm Award – Otto-Dibelius-Preis (Wettbewerb): Eine Saison in Hakkari von Erden Kıral
- Interfilm Award – Otto-Dibelius-Preis (Forum): Das ganze Leben von Bruno Moll
- UNICEF Award (Kinderfilmfest): Lukas von Otokar Kosek
- Leserpreis der Berliner Morgenpost: Aasgeier von Ferenc András
- OCIC Award (Forum): Chokh von Utpalendu Chakrabarty
- OCIC Award („Besondere Erwähnung“): Sans Soleil – Unsichtbare Sonne von Chris Marker